# Autoridad Monetaria de Bermudas
La Autoridad Monetaria de Bermudas es el regulador del sector de los servicios financieros en las Bermudas. 
Establecido en virtud de la Ley de 1969 sobre la Autoridad Monetaria de Bermudas, la Autoridad supervisa, regula e inspecciona las instituciones financieras que operan desde dentro de su jurisdicción. También emite la moneda nacional de las Bermudas; gestiona el control de cambio de las transacciones; ayuda a otras autoridades de las Bermudas con la detección y prevención de la delincuencia financiera; y asesora al Gobierno y a los organismos públicos sobre la banca y otros asuntos financieros y cuestiones monetarias. 
La Autoridad desarrolla regulaciones basadas en el riesgo financiero que se aplican a la supervisión de los bancos de las Bermudas, sociedades fiduciarias, fondos de inversión, empresas de inversión, fondos de inversión, administradoras de fondos, empresas de servicios financieros y compañías de seguros. También regula la bolsa de valores de Bermudas.